# Matt Lauer

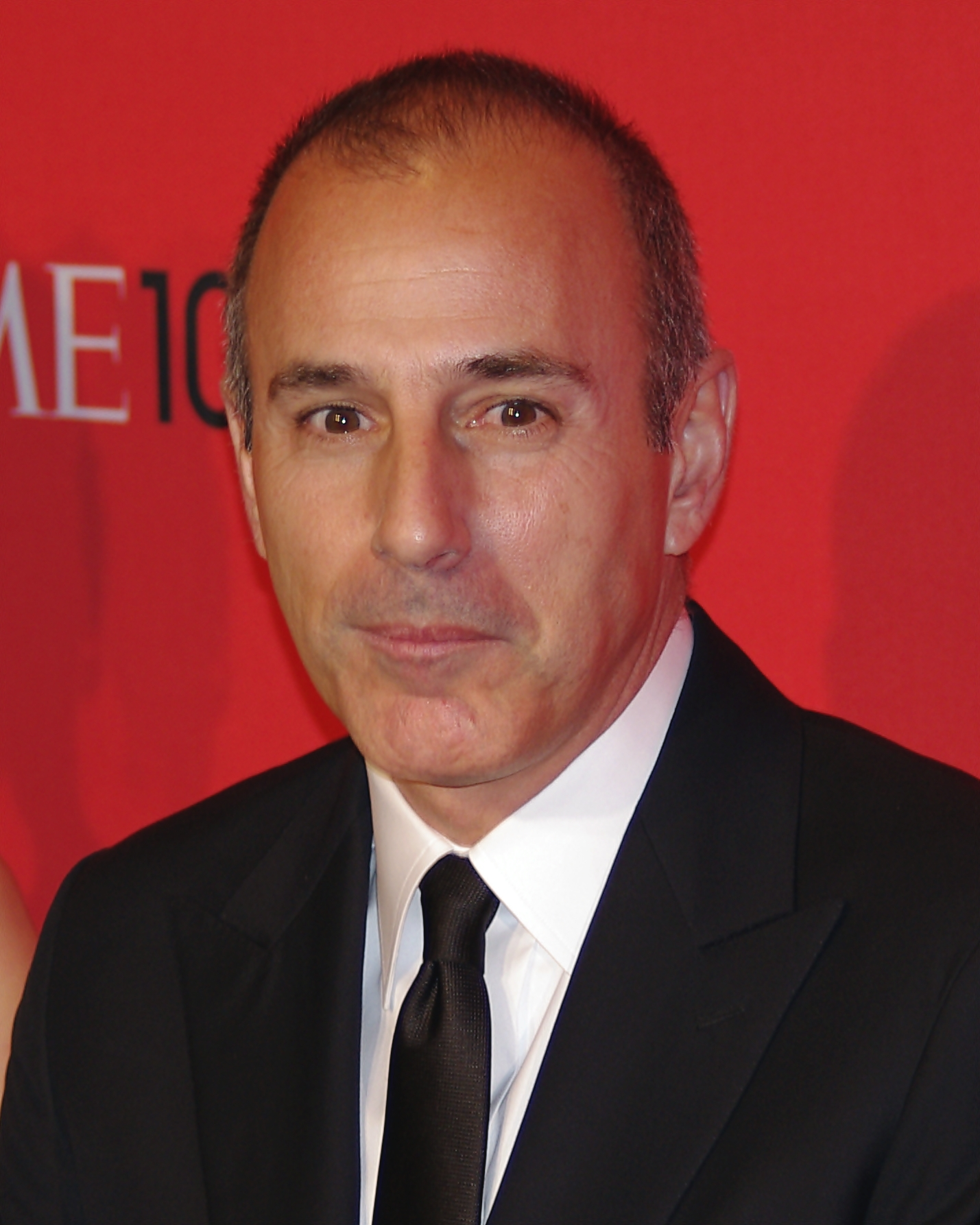
Matt Lauer

Matthew "Matt" Todd Lauer (30 de dezembro de 1957) é um jornalista de televisão norte-americano que ficou conhecido como o anfitrião do The Today Show da NBC, desde 1997 até 2017.
Em 29 de novembro de 2017, ele foi demitido da emissora por comportamento sexual inadequado, após ter sido denunciado por uma colega.